# Edwin M. McMillan
Edwin Mattison McMillan (Redondo Beach, Kalifornia, 1907. szeptember 18. – El Cerrito, Contra Costa megye, Kalifornia, 1991. szeptember 7.) amerikai fizikus.
1951-ben megosztott kémiai Nobel-díjat kapott (a másik díjazott Glenn T. Seaborg) a transzurán elemek felfedezéséért.
Munkája során foglalkozott magfizikával, részecskegyorsító fejlesztésével, mikrohullámú radarral és szonárral. Kollégáival közösen fedezték fel a neptúnium és plutónium nevű kémiai elemeket.
1963-ban Atom-békedíjat kapott.